# Schlacht um die Seelower Höhen
1941: Białystok-Minsk – Dubno-Luzk-Riwne – Smolensk – Uman – Kiew – Odessa – Leningrader Blockade – Wjasma-Brjansk – Charkow – Rostow – Moskau – Tula

1942: Rschew – Charkow – Ljuban/Wolchow – Kertsch/Sewastopol – Fall Blau – Kaukasus – Stalingrad – Operation Mars

1943: Woronesch-Charkow – Operation Iskra – Nordkaukasus – Charkow – Kursk – Orjol – Donez-Mius – Donbass – Belgorod-Charkow – Smolensk – Dnepr – Kiew

1944: Dnepr-Karpaten – Leningrad-Nowgorod – Krim – Wyborg–Petrosawodsk – Operation Bagration – Lwiw-Sandomierz – Jassy–Kischinew – Belgrad – Petsamo-Kirkenes – Baltikum – Karpaten – Ungarn

1945: Kurland  – Weichsel-Oder – Ostpreußen – Westkarpaten – Niederschlesien – Ostpommern – Plattensee – Oberschlesien – Wien – Oder – Berlin – Prag
Die Schlacht um die Seelower Höhen vom 16. bis 19. April 1945 eröffnete die Schlacht um Berlin am Ende des Zweiten Weltkrieges. Seelow liegt etwa 70 km östlich von Berlin am Oderbruch, daher wird auch von der Schlacht an der Oder gesprochen.
Knapp 1 Million Rotarmisten kämpften gegen etwa 190.000 deutsche Soldaten. Die 1. Weißrussische Front unter dem Befehl von Marschall Schukow durchbrach dabei in einem großangelegten Angriff die Stellungen der Heeresgruppe Weichsel der deutschen Wehrmacht. Die Schlacht bedeutete auch das Ende der Ostfront.

## Hintergrund
Nach der am 12. Januar 1945 losbrechenden sowjetischen Offensive an der Weichsel drängte die 1. Weißrussische Front die deutsche 9. Armee zwischen Warschau und Radom nach Westen zurück. Die südlicher anschließende deutsche 4. Panzerarmee wurde im Raum Kielce von der 1. Ukrainischen Front vernichtend geschlagen. Am 15. Januar 1945 begann aus dem Raum Jasło die Offensive der 4. Ukrainischen Front gegen die deutsche 17. Armee; bis zum 19. Januar 1945 gelang den sowjetischen Kräften die Eroberung Krakaus. Infolge des schnellen Zusammenbruches der Heeresgruppe A gingen der Wehrmacht alle noch gehaltenen Gebiete Polens verloren, die Front näherte sich der alten deutschen Reichsgrenze. Zwischen dem 26. Januar und 3. Februar 1945 durchbrachen die Truppen Marschall Schukows die deutschen Stellungen in der Neumark und bildeten beiderseits Küstrin und nördlich von Fürstenberg die ersten Brückenköpfe am westlichen Oderufer. Der sowjetische Hauptstoß richtete sich direkt auf die Reichshauptstadt Berlin.
Weiter südlich begann am 8. Februar 1945 die Offensive der 1. Ukrainischen Front nach Schlesien, Mitte Februar war das zur Festung erklärte Breslau vollständig von sowjetischen Truppen umschlossen. Am nördlichen Abschnitt wurde am 9. April Königsberg in Ostpreußen von der Roten Armee eingenommen. Dies ermöglichte es der 2. Weißrussischen Front unter Marschall Rokossowski, nach Westen an das Ostufer der Oder vorzurücken. Während der ersten beiden Aprilwochen führte die Rote Armee hier eine Umgruppierung durch, bei der sich die 1. Weißrussische Front am vor den Seelower Höhen gelegenen Ostufer der Oder konzentrierte.
Die 2. Weißrussische Front besetzte indessen die verlassenen Stellungen nordöstlich der Höhen bis zur Küste bei Stettin. An der Südflanke schob sich Marschall Konews 1. Ukrainische Front aus Oberschlesien zwischen Görlitz – Bad Muskau und Forst zur Lausitzer Neiße vor.

### Sowjetischer Aufmarsch
Für die Berliner Operation ließ die Stawka drei Fronten an der Oder und Neiße aufmarschieren.
An der Nordflanke zwischen Oderberg über Stettin bis zur Ostsee stand die 2. Weißrussische Front mit fünf Armeen (11 Schützenkorps mit 33 Divisionen und drei Artilleriedivisionen und einigen weiteren Artillerie- und Raketenwerferbrigaden). Rokossowskis Front besaß 951 Panzer und Selbstfahrgeschütze sowie 8.320 Artilleriegeschütze (davon 2.770 Granatwerfer). Gegenüber der 2. Weißrussischen Front stand auf deutscher Seite die 3. Panzerarmee mit 11 Divisionen und 212 Panzern und praktisch ohne konventionelle Artillerie, außer etwa 600–700 Flak-Geschützen vom Kaliber 8,8 cm.
Die kampfstärkste Front der Roten Armee, die 1. Weißrussische Front, bestand aus elf Armeen (77 Schützendivisionen, sieben Panzer- und drei Mech.-Korps, acht Artilleriedivisionen und weiteren Artillerie- und Raketenwerferbrigaden). Diese sollte den Hauptschlag führen. Schukows Einheiten besaßen 3155 Panzer und Selbstfahrgeschütze sowie 20.130 Artilleriegeschütze (davon 7186 Granatwerfer) und waren im westlichen Oderbrückenkopf von Küstrin konzentriert. Ihnen stand die neu zusammengestellte deutsche 9. Armee vor den Seelower Höhen gegenüber.
Im Süden marschierte die 1. Ukrainische Front an der Neiße von Guben über Forst bis in den Raum Görlitz auf. Konews Front bestand aus acht Armeen (48 Schützendivisionen, sechs Panzer- und vier Mech.-Korps). Die Kampfstärke setzte sich aus 2055 Panzern und Selbstfahrgeschützen sowie 13.571 Artilleriegeschützen (davon 5225 Granatwerfer) zusammen. Konews Front bereitete in der parallel laufenden Cottbus-Potsdamer Operation den Hauptstoß gegen die deutsche 4. Panzerarmee in Richtung auf Cottbus und Spremberg vor.
Die drei sowjetischen Fronten verfügten insgesamt über etwa 2,5 Millionen Mann, 6250 Panzer, 7500 Flugzeuge, 41.600 Artilleriegeschütze und Mörser, 3255 Katjuscha-Raketenwerfer und 95.383 Kraftfahrzeuge.

### Deutsche Verteidigung

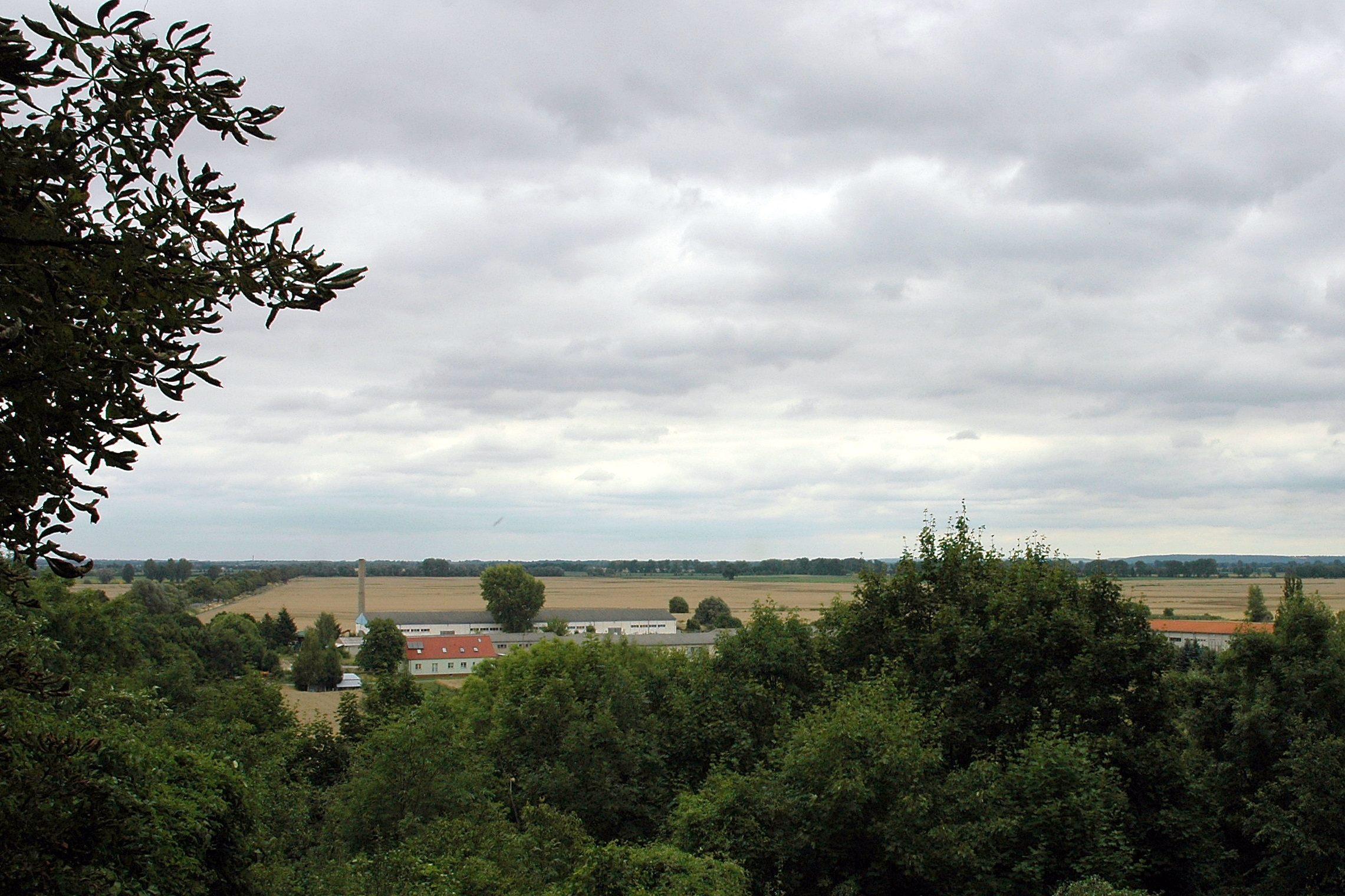
Blick über das Oderbruch von den Seelower Höhen aus

Generaloberst Gotthard Heinrici hatte während der Schlacht um Ostpommern am 21. März 1945 den militärisch völlig unerfahrenen Heinrich Himmler als Oberbefehlshaber der Heeresgruppe Weichsel abgelöst. Als einer der besten Defensivtaktiker in der deutschen Wehrmacht entwarf er sofort Pläne für die Verteidigung an der Oder. Er erkannte, dass der sowjetische Hauptstoß über die Oder entlang der Reichsstraße 1 erfolgen würde. So entschied er, das Westufer der Oder lediglich mit einem dünnen Schleier zu verteidigen, und ließ stattdessen die Seelower Höhen befestigen, die den westlichen Rand des Oderbruchs bilden und sich etwa 48 Meter über der waldlosen Oderniederung erheben. Die namengebende Stadt Seelow liegt an der heutigen Bundesstraße 1 etwa 18 Kilometer westlich des Punktes, an dem die Straße bei Küstrin/Kostrzyn nad Odrą den Fluss überschreitet. Um die notwendige Personalstärke für die Verteidigung zu erreichen, ließ er an anderen Stellen die deutschen Linien ausdünnen. Gleichzeitig verwandelten deutsche Pioniere das Oderbruch, welches bereits von der Frühjahrsflut getränkt war, durch Öffnung eines Reservoirs flussaufwärts in einen Sumpf. Dahinter wurden drei Verteidigungsgürtel angelegt, die bis an die Außenbezirke von Berlin heranreichten. Die letzte Linie, ungefähr 15–20 km hinter der ersten Linie, war die sogenannte Wotan-Stellung, die aus Panzergräben, PaK-Stellungen und einem ausgedehnten Netz von Gräben und Bunkern bestand.
Die im Hauptangriffsfeld liegende deutsche 9. Armee deckte die Front vom Finowkanal im Norden bis nach Guben im Süden; die Stellungen auf den Seelower Höhen bildeten dabei den wichtigsten Verteidigungsabschnitt. Sie erwartete den sowjetischen Angriff am Oderbruch mit deutlich unterlegenen Kräften. Diese bestand aus 15 Divisionen mit 512 Panzern, 344 Artillerie- und 300–400 Flakgeschützen. Der linke Flügel zwischen Oderberg und Letschin wurde durch das CI. Armee-Korps unter General der Artillerie Berlin gebildet. Nach Süden anschließend führte das LVI. Panzerkorps unter General der Artillerie Weidling im Raum Seelow und das XI. SS-Armee-Korps unter SS-Obergruppenführer Kleinheisterkamp bis auf die Höhe von Lebus. Eine starke Garnison unter Oberst Biehler hielt sich noch am östlichen Oderufer in Frankfurt an der Oder, das zur Festung erklärt worden war. Der rechte Flügel der 9. Armee stand zwischen der Garnison von Frankfurt und Fürstenberg und wurde durch das V. SS-Gebirgskorps unter SS-Obergruppenführer Friedrich Jeckeln gedeckt.
Für den Kampf aus der Luft stellte die Luftwaffe die 4. Fliegerdivision des Luftwaffenkommandos Nordost mit 300 Aufklärungs-, Schlacht-, Nachtschlacht- und Jagdflugzeugen; der Betriebsstoff war allerdings für einen längeren Großkampf nicht ausreichend.

## Vergleich der beiden Kräfte
| 1. Weißrussische Front (Marschall Georgi Konstantinowitsch Schukow) |                                                                | |                                                                               |
|                                                                     | 61. Armee (Generalleutnant Pawel Alexejewitsch Below)          | |                                                                               |
|                                                                     |                                                                | 9. Garde-Schützenkorps – Generalleutnant Grigori Alexejewitsch Chaljustin                                               |                                                                               |
|                                                                     |                                                                | | 12. Garde-Schützendivision – Oberst Dmitri Kusmitsch Malkow                   |
|                                                                     |                                                                | | 75. Garde-Schützendivision – Generalmajor Wasilli Akimowitsch Gorischin       |
|                                                                     |                                                                | | 415. Schützendivision – Oberst Pawel Iwanowitsch Moschalkow                   |
|                                                                     |                                                                | 80. Schützenkorps – Generalmajor Viktor Antonowitsch Werschbitzkin                                                      |                                                                               |
|                                                                     |                                                                | | 212. Schützendivision – Oberst Sergei Michailowitsch Maslow                   |
|                                                                     |                                                                | | 234. Schützendivision – Oberst Afanasi Iwanowitsch Seljukow                   |
|                                                                     |                                                                | | 356. Schützendivision – Oberst Michail Grigorowitsch Makarow                  |
|                                                                     |                                                                | 89. Schützenkorps – Generalmajor Michail Alexandrowitsch Sjasow                                                         |                                                                               |
|                                                                     |                                                                | | 23. Schützendivision – Oberst Alexandr Pawlowitsch Seregin                    |
|                                                                     |                                                                | | 311. Schützendivision – Generalmajor Boris Alexandrowitsch Wladimirow         |
|                                                                     |                                                                | | 397. Schützendivision – Generalmajor Nikolai Fjodorowitsch Andonjew           |
|                                                                     |                                                                | 7. Garde-Kavalleriekorps – Generalmajor M. P. Konstantinow                                                              |                                                                               |
|                                                                     |                                                                | | 14. Garde-Kavalleriedivision – Generalmajor Grigori Petrowitsch Koblow        |
|                                                                     |                                                                | | 15. Garde-Kavalleriedivision – Generalmajor Iwan Terentjewitsch Chalenko      |
|                                                                     |                                                                | | 16. Garde-Kavalleriedivision – Generalmajor Grigori Andrejewitsch Below       |
|                                                                     | 1. Polnische Armee (Generalleutnant Stanisław Poplawski)       | |                                                                               |
|                                                                     |                                                                | 1. polnisches Korps |                                                                               |
|                                                                     |                                                                | | 1. polnische Division – Generalmajor Wojciech Bewziuk                         |
|                                                                     |                                                                | | 2. polnische Division – Oberst Dionizy Surzyc                                 |
|                                                                     |                                                                | | 3. polnische Division – Brigadegeneral Stanislaw Zajkowski                    |
|                                                                     |                                                                | 2. polnisches Korps |                                                                               |
|                                                                     |                                                                | | 4. polnische Division – Brigadegeneral Bolesław Kieniewicz                    |
|                                                                     |                                                                | | 6. polnische Division – Brigadegeneral Genadij Szejpak                        |
|                                                                     |                                                                | | polnische 4. Panzer-Brigade                                                   |
|                                                                     |                                                                | | polnische 1. Kavallerie-Brigade                                               |
|                                                                     | 47. Armee (Generalleutnant Franz Iosifowitsch Perchorowitsch)  | |                                                                               |
|                                                                     |                                                                | 77. Schützenkorps – Generalmajor Wiktor Genrichowitsch Posnjak                                                          |                                                                               |
|                                                                     |                                                                | | 185. Schützendivision – Oberst Michail Maximowitsch Muzjikin                  |
|                                                                     |                                                                | | 260. Schützendivision – Oberst Jakow Pawlowitsch Gorschenin                   |
|                                                                     |                                                                | | 328. Schützendivision – Oberst Iwan Grigorjewitsch Pawlowski                  |
|                                                                     |                                                                | 125. Schützenkorps – Generalmajor Andrei A. Andrejew                                                                    |                                                                               |
|                                                                     |                                                                | | 60. Schützendivision – Oberst Georgi Stepanowitsch Iwanow                     |
|                                                                     |                                                                | | 76. Schützendivision – Oberst Andrei Nikitisch Gerwasjew                      |
|                                                                     |                                                                | | 175. Schützendivision – Oberst Sachari Petrowitsch Wydrigan                   |
|                                                                     |                                                                | 129. Schützenkorps – Generalmajor Michail Borisowitsch Anaschkin                                                        |                                                                               |
|                                                                     |                                                                | | 82. Schützendivision – Generalmajor Pjotr Semjonowitsch Poljakow              |
|                                                                     |                                                                | | 132. Schützendivision – Oberst Iwan Wladimirowitsch Solowjew                  |
|                                                                     |                                                                | | 143. Schützendivision – Oberst Mitrofan Moisejewitsch Saikin                  |
|                                                                     | 3. Stoßarmee (Generaloberst Wassili Iwanowitsch Kusnezow)      | |                                                                               |
|                                                                     |                                                                | 7. Schützenkorps – Generalmajor Wladimir Afanasjewitsch Christow, später General Jakow Timofejewitsch Tscherewitschenko |                                                                               |
|                                                                     |                                                                | | 146. Schützendivision – Generalmajor Sergei Isajewitsch Karapetjan            |
|                                                                     |                                                                | | 265. Schützendivision – Generalmajor Danil Jefimowitsch Krasilnikow           |
|                                                                     |                                                                | | 264. Schützendivision – Oberst Sawwa Maxsimowitsch Fomitschenko               |
|                                                                     |                                                                | 12. Garde-Schützenkorps – Generalleutnant Alexander Fjodorowitsch Kasankin, später Generalmajor A. A. Filatow           |                                                                               |
|                                                                     |                                                                | | 23. Garde-Schützen-Division – Generalmajor Pawel Mendeljewitsch Schafarenko   |
|                                                                     |                                                                | | 52. Garde-Schützen-Division – Generalmajor Nestor Dmitrijewitsch Kozin        |
|                                                                     |                                                                | | 33. Schützendivision – Generalmajor Wassili Iwanowitsch Smirnow               |
|                                                                     |                                                                | 79. Schützenkorps – Generalmajor Semjon Nikiforowitsch Perewjortkin                                                     |                                                                               |
|                                                                     |                                                                | | 150. Schützendivision – Generalmajor Wassili Mitrofanowitsch Schatilow        |
|                                                                     |                                                                | | 171. Schützendivision – Oberst Alexei Ignatjewitsch Negoda                    |
|                                                                     |                                                                | | 207. Schützendivision – Oberst Wassili Michailowitsch Asafow                  |
|                                                                     |                                                                | 9. Panzerkorps – Generalleutnant Iwan Fjodorowitsch Kiritschenko                                                        |                                                                               |
|                                                                     |                                                                | | 23. Panzerbrigade                                                             |
|                                                                     |                                                                | | 95. Panzerbrigade                                                             |
|                                                                     |                                                                | | 108. Panzerbrigade                                                            |
|                                                                     | 5. Stoßarmee (Generaloberst Nikolai Erastowitsch Bersarin)     | |                                                                               |
|                                                                     |                                                                | 9. Schützenkorps – Generalleutnant Iwan Pawlowitsch Rosslij                                                             |                                                                               |
|                                                                     |                                                                | | 248. Schützendivision – Generalmajor Nikolai Sacharowitsch Galai              |
|                                                                     |                                                                | | 301. Schützendivision – Oberst Wladimir Semjonowitsch Antonow                 |
|                                                                     |                                                                | 26. Garde-Schützenkorps – Generalmajor Pawel Andrejewitsch Firsow                                                       |                                                                               |
|                                                                     |                                                                | | 89. Garde-Schützendivision – Generalmajor Michail Petrowitsch Serjotin        |
|                                                                     |                                                                | | 94. Garde-Schützendivision – Generalmajor Isaak Gasparowitsch Gasparjan       |
|                                                                     |                                                                | | 266. Schützendivision – Oberst Sawwa Maximowitsch Fomitschenko                |
|                                                                     |                                                                | 32. Schützenkorps – Generalleutnant Dmitri Sergejewitsch Scherebin                                                      |                                                                               |
|                                                                     |                                                                | | 60. Garde-Schützendivision – Generalmajor W. P. Sokolow                       |
|                                                                     |                                                                | | 295. Schützendivision – Generalmajor A. P. Dorofejew                          |
|                                                                     |                                                                | | 416. Schützendivision – Generalmajor D. M. Sysranow                           |
|                                                                     |                                                                | Armee-Reserve |                                                                               |
|                                                                     |                                                                | | 230. Schützendivision – Oberst Danil Kusmitsch Schischkow                     |
|                                                                     |                                                                | | 11. und 67. Garde-Panzerbrigade                                               |
|                                                                     |                                                                | | 219. und 220. Panzerbrigade                                                   |
|                                                                     | 2. Garde-Panzerarmee (Generaloberst Semjon Iljitsch Bogdanow)  | |                                                                               |
|                                                                     |                                                                | 1. Mechanisiertes Korps – Generalleutnant Semjon Moissejewitsch Kriwoschein                                             |                                                                               |
|                                                                     |                                                                | | 19. mechanisierte Brigade                                                     |
|                                                                     |                                                                | | 35. mechanisierte Brigade                                                     |
|                                                                     |                                                                | | 37. mechanisierte Brigade                                                     |
|                                                                     |                                                                | | 219. Panzerbrigade                                                            |
|                                                                     |                                                                | 9. Garde-Panzerkorps – Generalmajor Nikolai Denissowitsch Wedenejew                                                     |                                                                               |
|                                                                     |                                                                | | 47. Garde-Panzerbrigade                                                       |
|                                                                     |                                                                | | 50. Garde-Panzerbrigade                                                       |
|                                                                     |                                                                | | 65. Garde-Panzerbrigade                                                       |
|                                                                     |                                                                | | 33. Garde-mechanisierte Brigade                                               |
|                                                                     |                                                                | 12. Garde-Panzerkorps – Generalmajor M. K. Teltjakow                                                                    |                                                                               |
|                                                                     |                                                                | | 48. Garde-Panzerbrigade                                                       |
|                                                                     |                                                                | | 49. Garde-Panzerbrigade                                                       |
|                                                                     |                                                                | | 66. Garde-Panzerbrigade                                                       |
|                                                                     |                                                                | | 34. Garde-mechanisierte Brigade                                               |
|                                                                     | 1. Garde-Panzerarmee (Generaloberst Michail J. Katukow)        | |                                                                               |
|                                                                     |                                                                | 11. Panzerkorps – Generalmajor Iwan Iwanowitsch Juschuk                                                                 |                                                                               |
|                                                                     |                                                                | | 20., 36., 65. Panzerbrigade                                                   |
|                                                                     |                                                                | | 12. motorisierte Schützenbrigade                                              |
|                                                                     |                                                                | | 7. Garde-Panzerbrigade                                                        |
|                                                                     |                                                                | 8. Garde–Mechanisiertes Korps – Generalmajor Iwan Fjodorowitsch Drjomow                                                 |                                                                               |
|                                                                     |                                                                | | 19. Garde-mechanisierte Brigade                                               |
|                                                                     |                                                                | | 20. Garde-mechanisierte Brigade                                               |
|                                                                     |                                                                | | 21. Garde-mechanisierte Brigade                                               |
|                                                                     |                                                                | | 1. Garde-Panzerbrigade                                                        |
|                                                                     |                                                                | 11. Garde-Panzerkorps – Oberst Hamasasp Chatschaturowitsch Babadschanjan                                                |                                                                               |
|                                                                     |                                                                | | 40. Garde-Panzerbrigade                                                       |
|                                                                     |                                                                | | 44. Garde-Panzerbrigade                                                       |
|                                                                     |                                                                | | 45. Garde-Panzerbrigade                                                       |
|                                                                     |                                                                | | 27. Garde-mechanisierte Brigade                                               |
|                                                                     |                                                                | | 64. Garde Panzerbrigade                                                       |
|                                                                     | 8. Gardearmee (Generaloberst Wassili Iwanowitsch Tschuikow)    | |                                                                               |
|                                                                     |                                                                | 4. Schützenkorps – Generalleutnant Wassili Afanasjewitsch Glasunow                                                      |                                                                               |
|                                                                     |                                                                | | 35. Garde-Schützendivision – Oberst Nikolai Petrowitsch Grigorjew             |
|                                                                     |                                                                | | 47. Garde-Schützendivision – Generalleutnant Wassili M. Tschugejew            |
|                                                                     |                                                                | | 57. Garde-Schützendivision – Generalmajor Pjotr Josifowitsch Salisjuk         |
|                                                                     |                                                                | 28. Garde-Schützenkorps – Generalleutnant Alexander Iwanowitsch Ryschow                                                 |                                                                               |
|                                                                     |                                                                | | 39. Garde-Schützendivision – Oberst Jefim Timofajewitsch Marschenko           |
|                                                                     |                                                                | | 79. Garde-Schützendivision – Generalmajor Leonid Iwanowitsch Bagin            |
|                                                                     |                                                                | | 88. Garde-Schützendivision – Generalmajor Boris Nikiforewitsch Pankow         |
|                                                                     |                                                                | 29. Garde-Schützenkorps – Generalleutnant Afanasi Dmitrijewitsch Schemenkow                                             |                                                                               |
|                                                                     |                                                                | | 27. Garde-Schützendivision – Generalmajor Viktor S. Glebow                    |
|                                                                     |                                                                | | 74. Garde-Schützendivision – Generalmajor Dmitri I. Bakanow                   |
|                                                                     |                                                                | | 82. Garde-Schützendivision – Generalmajor Georgi I. Chetagurow                |
|                                                                     |                                                                | | 7. Garde-Panzerbrigade                                                        |
|                                                                     | 69. Armee (Generaloberst Wladimir J. Kolpaktschi)              | |                                                                               |
|                                                                     |                                                                | 25. Schützenkorps – Generalmajor Nikolai Iwanowitsch Trufanow                                                           |                                                                               |
|                                                                     |                                                                | | 77. Garde-Schützendivision – Generalmajor Wassili Semjonowitsch Askalepow     |
|                                                                     |                                                                | | 4. Schützendivision – Oberst Nikolai Nikolajewitsch Saijulew                  |
|                                                                     |                                                                | 61. Schützenkorps – Generalleutnant J. F. Grigorjewski                                                                  |                                                                               |
|                                                                     |                                                                | | 134. Schützendivision – Generalmajor Wladimir Filippowitsch Stenin            |
|                                                                     |                                                                | | 246. Schützendivision – Oberst Dmitri Leonidowitsch Kasarinow                 |
|                                                                     |                                                                | | 274. Schützendivision – Generalmajor Wassili Pawlowitsch Schulga              |
|                                                                     |                                                                | 91. Schützenkorps – Generalleutnant Fjodor Andrejewitsch Wolkow                                                         |                                                                               |
|                                                                     |                                                                | | 41. Schützendivision – Generalmajor Stepan Iwanowitsch Tschernjak             |
|                                                                     |                                                                | | 312. Schützendivision – Oberst Alexander Gawrilowitsch Moisejewski            |
|                                                                     |                                                                | | 370. Schützendivision – Oberst Pjotr Sawwitsch Gawilewski                     |
|                                                                     |                                                                | | 117. Schützendivision – Generalmajor Jermolai Jerigorjewitsch Koberidze       |
|                                                                     |                                                                | | 283. Schützendivision – Generalmajor Wassili Andrejewitsch Konowalow          |
|                                                                     |                                                                | | 68. Panzerbrigade                                                             |
|                                                                     | 33. Armee (Generaloberst Wjatscheslaw Dmitrijewitsch Zwetajew) | |                                                                               |
|                                                                     |                                                                | 16. Schützenkorps – Generalleutnant Jerofai Wladimirowitsch Dobrowolwski                                                |                                                                               |
|                                                                     |                                                                | | 323. Schützendivision – Generalmajor Wassili Timofejewitsch Maslow            |
|                                                                     |                                                                | | 339. Schützendivision – Oberst Sarkis Sogomonowitsch Martinosjan              |
|                                                                     |                                                                | | 383. Schützendivision – Oberst Benjamin Jakowljewitsch Gorbatschew            |
|                                                                     |                                                                | 38. Schützenkorps – Generalmajor Alexei Dmitrijewitsch Tereschkow                                                       |                                                                               |
|                                                                     |                                                                | | 64. Schützendivision – Generalmajor Timofai Kalnowitsch Schkrylew             |
|                                                                     |                                                                | | 89. Schützendivision – Oberst Nwer Gevorkowitsch Safarjan                     |
|                                                                     |                                                                | | 129. Schützendivision – Oberst Jakow Artemjewitsch Romanenko                  |
|                                                                     |                                                                | 62. Schützenkorps – Generalleutnant Jakow Stepanowitsch Worobjew                                                        |                                                                               |
|                                                                     |                                                                | | 49. Schützendivision – Generalmajor Pjotr Konstantinowitsch Bogdanowitsch     |
|                                                                     |                                                                | | 222. Schützendivision – Oberst Alexander Jakowljewitsch Schidenko             |
|                                                                     |                                                                | | 362. Schützendivision – Generalmajor Michail Alexandrowitsch Jenschin         |
|                                                                     |                                                                | 2. Garde-Kavalleriekorps – Generalleutnant Wladimir Wiktorowitsch Krjukow                                               |                                                                               |
|                                                                     |                                                                | | 3. Garde-Kavallerie-Division – Generalmajor Michail Danilowitsch Jagodin      |
|                                                                     |                                                                | | 4. Garde-Kavallerie-Division – Generalmajor Boris Stepanowitsch Millerow      |
|                                                                     |                                                                | | 17. Garde-Kavallerie-Division – Generalmajor Pawel Trofimowitsch Kursakow     |
|                                                                     |                                                                | | 95. Schützen-Division – Oberst Sergei Konstantinowitsch Artemjew              |
|                                                                     | Frontreserven                                                  | |                                                                               |
|                                                                     | 3. Armee (Generaloberst Alexander Wassiljewitsch Gorbatow)     | |                                                                               |
|                                                                     |                                                                | 35. Schützenkorps – Generalmajor Nikolai Alexandrowitsch Nikitin                                                        |                                                                               |
|                                                                     |                                                                | | 250. Schützendivision – Oberst Machmut Abdul Abilow                           |
|                                                                     |                                                                | | 290. Schützendivision – Oberst Nikolai Alexandrowitsch Wjasnikowzew           |
|                                                                     |                                                                | | 348. Schützendivision – Oberst Michail Andrejewitsch Grekow                   |
|                                                                     |                                                                | 40. Schützenkorps – Generalleutnant Wladimir Stepanowitsch Kusnezow                                                     |                                                                               |
|                                                                     |                                                                | | 5. Schützendivision – Generalmajor Peter Tichonowitsch Michailitzyn           |
|                                                                     |                                                                | | 169. Schützendivision – Oberst Fjodor Andrejewitsch Werewkin                  |
|                                                                     |                                                                | 41. Schützenkorps – Generalleutnant Viktor Kasimirowitsch Ubranowitsch                                                  |                                                                               |
|                                                                     |                                                                | | 120. Schützendivision – Generalmajor Iwan Pawlowitsch Goworow                 |
|                                                                     |                                                                | | 269. Schützendivision – Oberst Michail Kusmitsch Kriventzow                   |
|                                                                     |                                                                | 3. Garde-Kavalleriekorps – Generalleutnant Nikolai Sergejewitsch Oslikowski                                             |                                                                               |
|                                                                     |                                                                | | 5. Garde-Kavallerie-Division – Generalmajor Nikolai Stepanowitsch Tschepurkin |
|                                                                     |                                                                | | 6. Garde-Kavallerie-Division – Generalmajor Pawel Porfirjewitsch Brikel       |
|                                                                     |                                                                | | 32. Kavallerie-Division – Generalmajor Iwan Prokofjewitsch Kaljuschnji        |
|                                                                     |                                                                | 8. Garde-Panzerkorps – Generalmajor Alexei Fjodorowitsch Popow                                                          |                                                                               |
|                                                                     |                                                                | | 58. Garde-Panzer-Brigade                                                      |
|                                                                     |                                                                | | 59. Garde-Panzer-Brigade                                                      |
|                                                                     |                                                                | | 60. Garde-Panzer-Brigade                                                      |
|                                                                     |                                                                | | 28. motorisierte Garde-Schützen-Brigade                                       |

| Heeresgruppe Weichsel (Generaloberst Gotthard Heinrici) |                                  |                                                                    |                                                                                                   |
|                                                         | 9. Armee (General Theodor Busse) |                                                                    |                                                                                                   |
|                                                         |                                  | CI. Armeekorps – General der Artillerie Wilhelm Berlin             |                                                                                                   |
|                                                         |                                  |                                                                    | 5. Jäger-Division – Generalleutnant Friedrich Sixt, ab 18. April Generalleutnant Edmund Blaurock  |
|                                                         |                                  |                                                                    | 309. Infanterie-Division „Groß-Berlin“ – Generalmajor Heinrich Voigtsberger                       |
|                                                         |                                  |                                                                    | Div. z. b. V. 606 – Generalmajor Maximilian Roßkopf                                               |
|                                                         |                                  | LVI. Panzerkorps – Generalleutnant Helmuth Weidling                |                                                                                                   |
|                                                         |                                  |                                                                    | 25. Panzergrenadier-Division – Generalmajor Arnold Burmeister                                     |
|                                                         |                                  |                                                                    | Panzer-Division Müncheberg – Generalleutnant Werner Mummert                                       |
|                                                         |                                  |                                                                    | 18. Panzergrenadier-Division – Generalleutnant Josef Rauch                                        |
|                                                         |                                  |                                                                    | Panzergrenadier-Division Kurmark – Generalmajor Wilhelm Langkeit                                  |
|                                                         |                                  |                                                                    | Schwere SS-Panzer-Abteilung 102 – SS–Sturmbannführer Kurt Hartrampf                               |
|                                                         |                                  |                                                                    | erst ab 18. April eintreffend: 11. SS-Panzergrenadier-Division – SS-Brigadeführer Joachim Ziegler |
|                                                         |                                  | XI. SS-Armeekorps – SS-Obergruppenführer Matthias Kleinheisterkamp |                                                                                                   |
|                                                         |                                  |                                                                    | 303. Infanterie-Division – Generalmajor Rudolf Huebner                                            |
|                                                         |                                  |                                                                    | 9. Fallschirmjäger-Division – Generalmajor Bruno Bräuer                                           |
|                                                         |                                  |                                                                    | 20. Panzergrenadier-Division – Generalmajor Georg Scholze                                         |
|                                                         |                                  |                                                                    | 712. Infanterie-Division – Generalleutnant Joachim von Siegroth                                   |
|                                                         |                                  |                                                                    | 169. Infanterie-Division – Generalleutnant Georg Radziej                                          |
|                                                         |                                  | V. SS-Gebirgskorps – SS-Obergruppenführer Friedrich Jeckeln        |                                                                                                   |
|                                                         |                                  |                                                                    | Division z. b. V. 391 – Generalmajor Rudolf Sieckenius                                            |
|                                                         |                                  |                                                                    | 32. SS-Panzergrenadier-Division – SS-Standartenführer Hans Kempin                                 |
|                                                         |                                  |                                                                    | Festungsgarnison Frankfurt – Oberst Ernst Biehler                                                 |
|                                                         |                                  |                                                                    | Ausbildungs-Division 286 – Generalleutnant Adolf Raegener                                         |

## Die Schlacht

### 16. April
In den frühen Morgenstunden des 16. April 1945, 3:00 Uhr MESZ, 5:00 Uhr Moskauer Zeit, wurde der Angriff durch das wohl stärkste Trommelfeuer der Geschichte eingeleitet. Es kamen 40.000 Artilleriegeschütze, unter anderem viele der gefürchteten Katjuschas, zum Einsatz. Laut Schukow wurden während der Artillerieoffensive am ersten Tag 1.236.000 Granaten mit insgesamt 98.000 Tonnen Gewicht verschossen, welche 2.450 Güterwagen zum Transport beanspruchten. Nach Angaben des Chefs der Rückwärtigen Dienste der 1. Weißrussischen Front, Nikolai A. Antipenko, war diese Menge jedoch ursprünglich für einen Beschuss von einer Stunde Dauer vorgesehen, tatsächlich wurde – um Munition zu sparen – die Artillerievorbereitung auf eine halbe Stunde verkürzt, da nicht genügend Munition herangeschafft werden konnte. Friedrich Schöneck, Soldat der 309. Infanteriedivision bei Sietzing schrieb über den Artillerieschlag:

„Ein ohrenbetäubender Lärm erfüllt die Luft. Das ist gegenüber allem bisher Dagewesenen kein Trommelfeuer mehr, das ist ein Orkan, der über uns, vor und hinter uns alles zerreißt. Der Himmel ist glutrot, als wollte er jeden Augenblick zerspringen. Der Boden wankt, bebt und schaukelt wie ein Schiff bei Windstärke 10.“

Die Abendorientierung vom 16. April 1945 der Heeresgruppe Weichsel an das OKH meldete, dass die Divisionen besonders durch das zweieinhalb-stündige Trommelfeuer und die  danach folgenden zeitlichen und örtlichen Feuerzusammenfassungen auf besondere Punkte „erheblich gelitten“ haben. Ein großer Teil dieses Schlages blieb dennoch wirkungslos, da die deutsche Führung der Heeresgruppe (Generaloberst Heinrici) und der 9. Armee (General Busse) den Angriff für diesen Tag erwartet hatten. In der Nacht zuvor waren die Masse der Verbände bis auf Sicherungen aus der Front gelöst und in die vorbereiteten Stellungen auf den Seelower Höhen verlegt worden. Dieses Großkampfverfahren wurde bereits im Ersten Weltkrieg entwickelt und hier verbessert angewandt. Hinter der Hauptkampflinie (HKL) wurde in einigen Kilometern Abstand eine Großkampf-HKL errichtet, in die sich die Truppen bei einem erwarteten Artillerieangriff zurückzogen. Die Sicherungen, die ein Sechstel der Grabenstärke ausmachten, hatten die Funktion, die volle Besetzung der HKL vorzutäuschen. Am 15. April um 22:00 Uhr und am 16. April um 2:00 Uhr führten die sowjetischen Truppen eine Gewaltsame Aufklärung der vorderen Stellungen durch und ließen sich täuschen. Da der Artillerieschlag hauptsächlich den vorderen Stellungen galt, führte dieser verhängnisvolle Irrtum dazu, wie es in der Tagesmeldung der Heeresgruppe Weichsel vom 16. April hieß, dass die „Wirkung des feindlichen Feuers in keinem Verhältnis zu dem hohen Munitionsaufwand“ stand. Die vordersten Linien mussten bei diesem Großkampf-Verfahren der Roten Armee allerdings kampflos überlassen werden. Zudem kam es bei der Aufnahme der eigenen Sicherungskräfte zu Beschuss durch eigene Truppen. Um den Anschluss wieder zu gewinnen, mussten für die Aufnahme teilweise die eigenen Stellungen gestürmt werden.

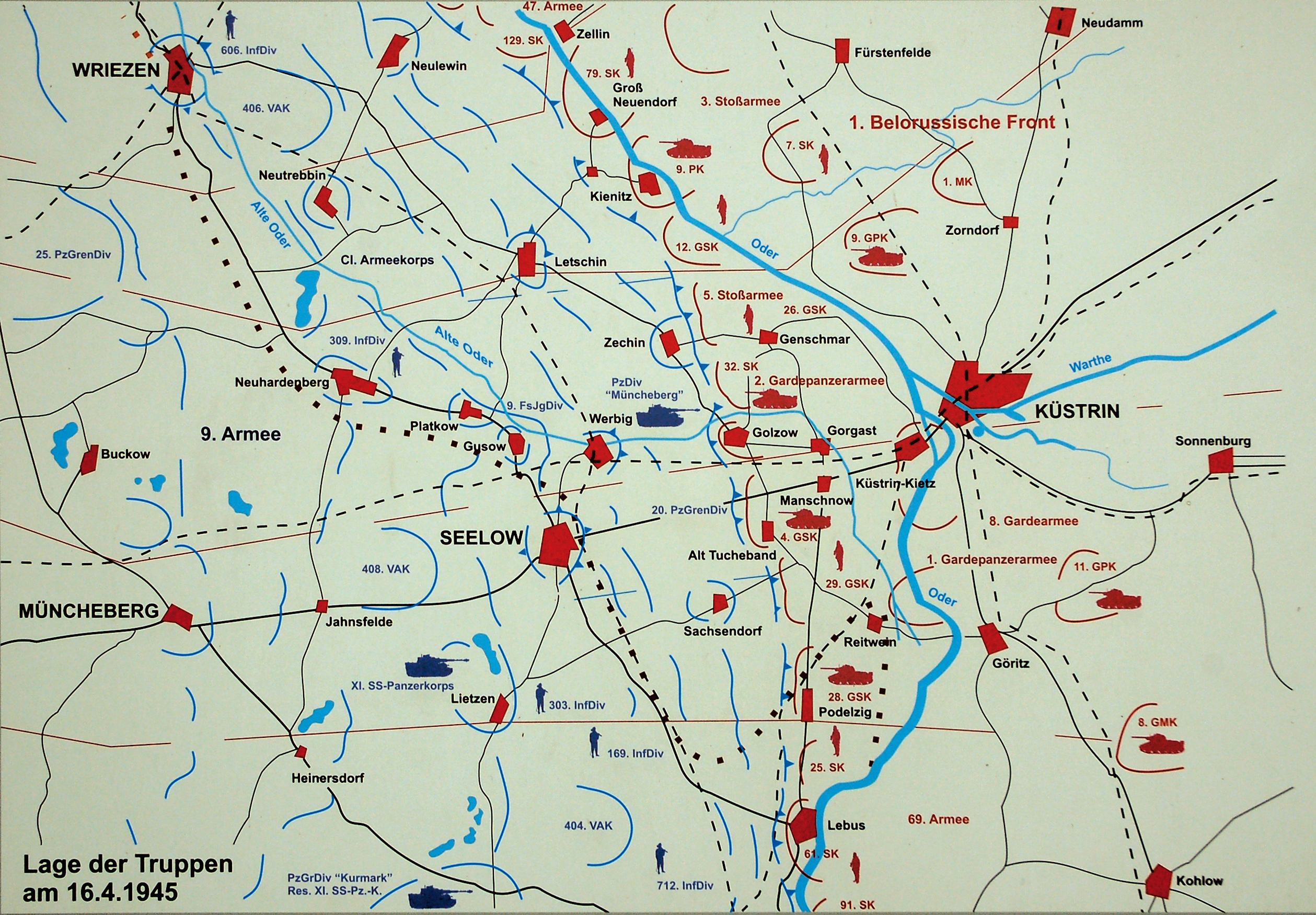
Ausgangsstellung zur Schlacht an der Oder am 16. April 1945

Eine halbe Stunde nach dem Artillerieschlag (um 3:30 Uhr MESZ) griff die 1. Weißrussische Front über die Oder an. Zur selben Zeit brach die 1. Ukrainische Front weiter südlich über die Neiße vor. Während die 1. Garde-Panzerarmee noch am östlichen Oderufer zurückgehalten wurde, geriet der erste Angriff der 8. Gardearmee unter Generaloberst Wassili Tschuikow zu einem Desaster. Tschuikow hatte den Einsatz von 143 Scheinwerfern vorbereitet, mit denen die deutschen Verteidiger geblendet und das Schlachtfeld für die eigenen Waffen ausgeleuchtet werden sollten. Das Licht der Scheinwerfer wurde aber durch den morgendlichen Nebel und den Pulverrauch gestreut und auf die Angreifer zurückgeworfen, blendete sie und führte zu einem hellen Hintergrund, gegen den sich die angreifende Infanterie und vorrückenden Panzerspitzen deutlich abzeichneten. Zudem erwies sich der sumpfige Grund unter den Bedingungen des deutschen Sperrfeuers als großes Hindernis. Diese Umstände führten bei den gegen die Linie Dolgelin–Friedersdorf angesetzten sowjetischen 28. und 29. Gardekorps zu enorm hohen Verlusten. Im Abschnitt der 5. Stoßarmee konnte hingegen die Alte Oder bei Platkow-Gusow erreicht werden, auch die 3. Stoßarmee war auf fünf und zwölf Kilometer auf die Linie Altlewin–Letschin herangekommen. Die nördlicher stehende polnische 1. Armee hatte nördlich Neulewins den Nebenarm der Alten Oder überwunden. Der Vorstoß der sowjetischen 47. Armee auf den Barnim bedrohte die Stellungen der 606. Infanterie-Division bei Wriezen.
Der sowjetische Operationsplan sah die Erstürmung der Seelower Höhen schon für den ersten Tag vor, es gab aber vorerst nur einen Geländegewinn von sechs Kilometern zu verzeichnen, die stark bedrängten Linien des XI. SS-Korps und des LVI. Panzerkorps bei den Seelower Höhen waren intakt geblieben. Südlich des Hauptkampffeldes konnte dagegen Konews 1. Ukrainische Front den Zeitplan gegenüber der deutschen 4. Panzerarmee einhalten und war bei Forst und Muskau erfolgreich über die Neiße gekommen.
Schukow musste nach Moskau melden, dass es bei seiner Front in der Schlacht um die Seelower Höhen nicht planmäßig voranging. Um Schukow anzutreiben, erklärte ihm Stalin daraufhin, dass er auch Marschall Konew Erlaubnis gebe, seine Panzerkräfte vom Süden nordwärts gegen Berlin zu richten. Unter diesem Druck beging Marschall Schukow, der unbedingt selbst Berlin einnehmen wollte, einen taktischen Fehler und warf seine Reserven bereits jetzt vorzeitig in die Schlacht. In den bisherigen Großkämpfen waren die Panzerreserven immer erst nach dem Durchbruch der Infanterie zum Nachstoßen eingesetzt worden. Gegen 16 Uhr befahl Schukow dennoch den Einsatz der 1. und 2. Garde-Panzerarmee im Hauptkampffeld. Dadurch kam es besonders im Bereich der 8. Gardearmee zu einem Chaos; die eingeführten Panzerkräfte behinderten die Infanterie beim Zugang zu ihrer Versorgung und bei der Koordinierung ihrer Angriffe. Die daher dicht massierten sowjetischen Kräfte boten der noch intakten deutschen Artillerie ein gutes Ziel, und der Beschuss führte erneut zu schweren sowjetischen Verlusten. Der Oberbefehlshaber der 1. Gardepanzerarmee M.J. Katukow begründete den zweckfremden Einsatz der Panzerarmeen zum Durchbruch einer intakten Verteidigung, später auch den für Panzerarmeen ungünstigen Straßenkampf in Berlin mit der Angst, dass „reaktionäre Kreise der USA und Großbritanniens“ sich „hinter den Kulissen“ dafür einsetzen würden, der Roten Armee „zuvorzukommen und Berlin durch anglo-amerikanische Truppen nehmen zu lassen“.
Am Abend stellte der Ia der Heeresgruppe Weichsel, Hans-Georg Eismann, fest, dass die deutschen Divisionen „besonders durch das schwere feindliche Feuer“ „erheblich gelitten“ haben. Zunächst durch das zweieinhalbstündige Trommelfeuer und danach durch den ganzen Tag andauernde „sehr starke zeitliche und örtliche Feuerzusammenfassungen auf besondere Punkte“ sowie 2000 Feindeinflüge.

### 17. April
Am zweiten Tag durchkämmte der Stab der 1. Weißrussischen Front das rückwärtige Gelände auf der Suche nach allen Einheiten, die noch in die Schlacht geworfen werden konnten, da sich die sowjetische Taktik von massierten Frontalangriffen als noch verlustreicher als normalerweise erwiesen hatte. An diesem Tag kam es über der Oderfront zu schweren Luftkämpfen. Am Nordabschnitt der Heeresgruppe Weichsel konnte das Luftwaffenkommando Nordost (General der Flieger Fiebig) 1433 Flugzeuge, im Südabschnitt konnte die Luftflotte 6 (Generaloberst von Greim) 791 Flugzeuge einsetzen. Diesem Aufgebot stand eine mehr als dreifache Übermacht von vier sowjetischen Luftarmeen gegenüber. Im Abschnitt der 1. Weißrussischen Front standen den Deutschen die sowjetische 16. und 18. Luftarmee mit 3188 Flugzeugen gegenüber. Die 16. Luftarmee unter Generaloberst Rudenko setzte 647 Schlachtflieger und Jäger ein, welche die Luftherrschaft errangen und in die Bodenkämpfe eingriffen.
Bei Beginn der Abenddämmerung des 17. April war die deutsche Front vor Schukow immer noch intakt, stand aber kurz vor dem Zusammenbruch. Im Süden hatten sich hingegen die Überreste der Heeresgruppe Mitte unter Generalfeldmarschall Ferdinand Schörner nicht als solches Hindernis erwiesen. Unter dem Druck des Angriffs der 1. Ukrainischen Front musste die deutsche 4. Panzerarmee unter dem General der Panzertruppe Gräser an der Nordflanke zurückweichen. Schörner behielt seine zwei Reservepanzerdivisionen zur Deckung seines Zentrums zurück, statt mit ihnen die 4. Panzerarmee zu unterstützen. Dieser taktische Fehler war der Wendepunkt der Schlacht, denn bei Anbruch der Nacht waren die Stellungen sowohl der Heeresgruppe Weichsel als auch der südlichen Abschnitte der Heeresgruppe Mitte unhaltbar geworden. Nur ein sofortiges Zurückgehen auf die Linie der 4. Panzerarmee konnte sie vor der Einkesselung bewahren.

### Sowjetischer Durchbruch am 18. April
Am 18. April stießen beide sowjetische Fronten unter sehr schweren Verlusten stetig weiter vor. Der linke Flügel der deutschen 9. Armee, das bis Bad Freienwalde verteidigende CI. Armeekorps, brach vor dem Angriff der sowjetischen 47. Armee und der 3. Stoßarmee zusammen. Die 5. Jäger-Division musste vor der sowjetischen 61. und der polnischen 1. Armee aus dem Oderbruch auf die Alte Oder bei Wriezen zurückgehen. Auch die Front der südlichen, zwischen Neutrebbin und Altfriedland, noch haltenden Abschnitte der Divisionsgruppe 606 und der 309. Infanterie-Division brachen zusammen.
Die 151. und 171. Schützendivision der 3. Stoßarmee kämpften sich über Kunersdorf und Metzdorf auf die Linie Möglin und Batzlow vor. Die 25. Panzergrenadier-Division versuchte, zwischen Lüdersdorf und Frankenfelde eine neue Verteidigungsfront aufzubauen und den verlorenen Anschluss an die bei Prötzel stehende 18. Panzergrenadier-Division (Oberst Rauch) zu erreichen. An der Linie Platkow-Gusow–Werbig rangen die Reste der 9. Fallschirm-Division und der Panzer-Division Müncheberg mit der sowjetischen 5. Stoßarmee und der 2. Gardepanzerarmee.
Zur Verstärkung des schwer bedrängten LVI. Panzerkorps hatte Generaloberst Heinrici bereits am 17. April die Abgabe der 11. SS-Panzergrenadier-Division aus der Front der 3. Panzerarmee angeordnet. Zugleich nach dem Eintreffen griff die SS-Panzer-Aufklär-Abteilung 11 im Kampfgebiet der 9. Fallschirmjäger-Division bei Wulkow ein, wurde aber durch sowjetisches Geschützfeuer gestoppt.
Katukows 1. Gardepanzerarmee stand siegreich westlich von Reichenberg und nördlich von Buckow mit dem SS-Panzer-Regiment 11 und mit der Schweren SS-Panzer-Abteilung 102 bei Neuentempel und Marxdorf im Kampf. Gegen Abend hatte die sowjetische 8. Gardearmee der 1. Weißrussischen Front die dritte und letzte Linie der Verteidigung der 20. Panzergrenadier-Division durchbrochen, die Front der deutschen 9. Armee brach darauf zwischen Wriezen und Müncheberg auseinander. Im Süden am Neiße-Abschnitt bereiteten derweil die sowjetische 3. Gardearmee und die 3. Gardepanzerarmee der 1. Ukrainischen Front nach der Eroberung von Forst den Durchbruch ins offene Gelände in Richtung auf Cottbus vor.

### 19. April
Die am 19. April zwischen Wriezen und Behlendorf auf 25 Kilometer aufgerissene Front spaltete die deutsche 9. Armee in zwei Teile. Die Reste der 25. Panzergrenadierdivision waren wegen der jetzt offenen rechten Flanke und durch die Bedrohung im Rücken gezwungen, auf den Brückenkopf bei Eberswalde zurückzugehen. Der Vormarsch der sowjetischen 61. Armee unter General Below südlich des Finowkanals nach Westen war dadurch freigegeben. Einheiten der polnischen 1. Armee überquerten die Alte Oder bei Ranft und bedrohten die deutschen Verteidiger bei Bad Freienwalde vom Süden. Die südlich davon vorgehende sowjetische 47. Armee unter General Perchorowitsch besetzte Wriezen und bekam beim weiteren Vorstoß auf die Havel das 9. Panzerkorps zugeteilt. Die 3. Stoßarmee unter Generaloberst Kusnezow überrannte die letzten Stellungen des deutschen CI. Armeekorps und bahnte den Weg für die zum Durchbruch eingeführte 2. Garde-Panzerarmee unter Generaloberst Bogdanow. Das 1. mechanische Korps unter Generalleutnant Kriwoschein hatte die 3. Stoßarmee, das 12. Garde-Panzerkorps unter Generalmajor Teljakow den Vorstoß der 5. Stoßarmee auf Grunow zu unterstützen. Die 5. Stoßarmee des Generals Bersarin drängte die Reste der Fallschirmjäger auf Neu-Hardenberg zurück.
Tschuikows 8. Gardearmee und Katukows 1. Garde-Panzerarmee brachen den letzten Widerstand des deutschen LVI. Panzerkorps an den Seelower Höhen, die 82. Garde-Schützendivision eroberte Müncheberg. Nur noch einzelne versprengte deutsche Formationen lagen zwischen den Sowjets und Berlin. Die Überreste der Panzergrenadier-Division Kurmark gaben die Linie Marxdorf-Dolgelin auf, gingen zurück und versuchten vergeblich, eine Auffanglinie zwischen Berkenbrück und Kersdorf mit Front nach Norden und Osten zu besetzen.
Beim XI. SS-Korps musste infolge des sowjetischen Durchbruchs auch die bisher intakte Front der 169. und 712. Infanterie-Division zwischen Carzig und Lebus vor dem Druck der sowjetischen 69. Armee (Kolpaktschi) zurückgenommen werden. Südlich des Friedrich-Wilhelm-Kanals bis nach Fürstenberg hielten die weniger stark bedrängten Stellungen der 32. SS-Grenadier-Division und der 391. Sicherungs-Division dem Druck der sowjetischen 33. Armee noch kurze Zeit stand.
Am Abend des 19. April hatte die Front der deutschen 9. Armee aufgehört zu existieren; die sich noch einzeln haltenden Widerstandsnester wurden umschlossen und aufgerieben. Schukows Verbände standen an diesem vierten Operationstag, wo sie ursprünglich bereits am zweiten Tag, dem 17. April, hätten stehen sollen.

## Fazit

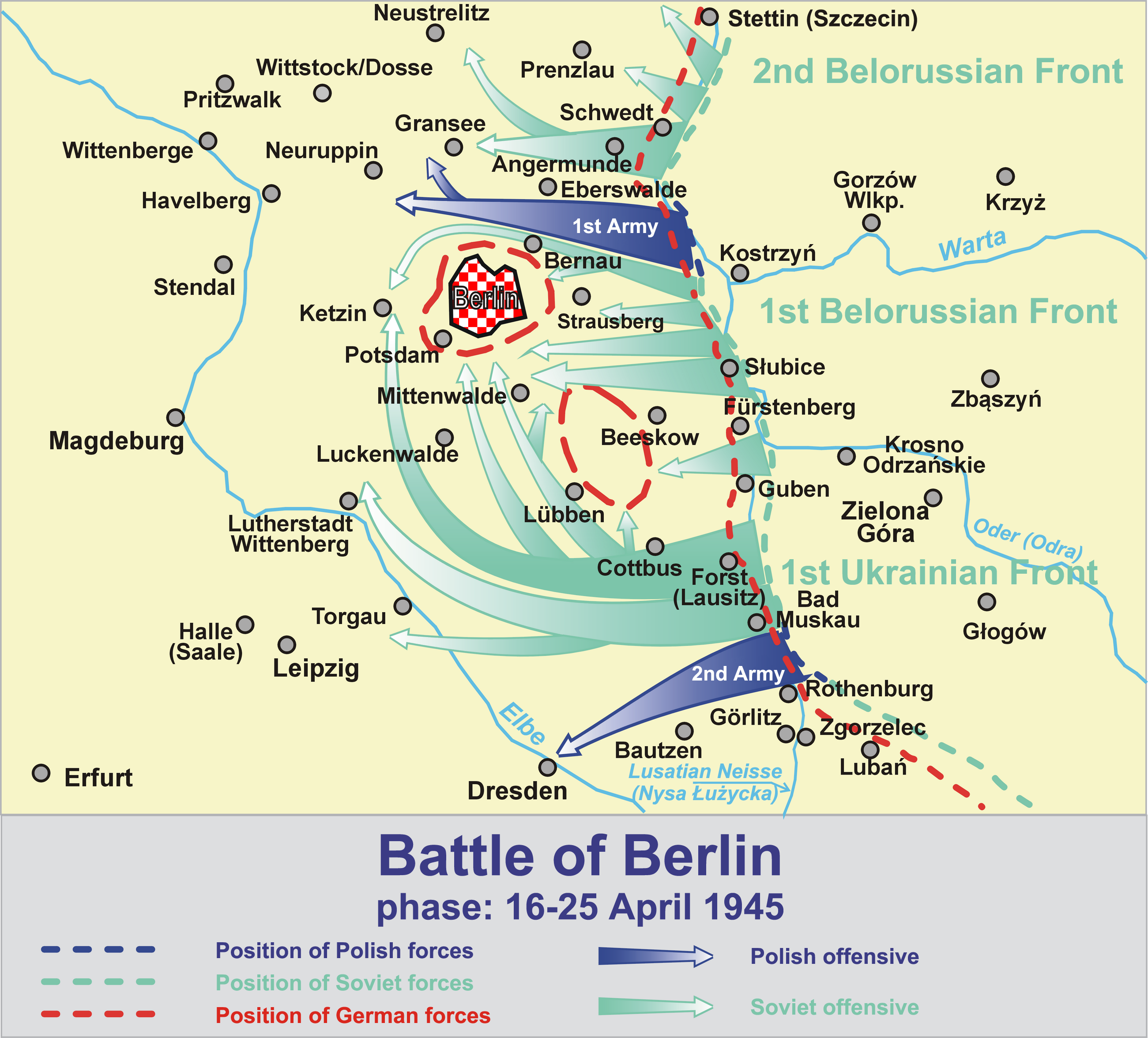
Übersicht der Gesamtlage (16. – 25. April 1945)

Die Stellung auf den Seelower Höhen war die letzte Hauptverteidigungsstellung außerhalb Berlins. Nach dem 19. April lag der Weg nach Berlin offen. Die Reste des geschlagenen LVI. Panzerkorps mussten sich auf die Linie Rahnsdorf–Neuenhagen und im Laufe des 21. April auf die Linie Köpenick-Marzahn zurückziehen. Nachdem auch die 1. Ukrainische Front südlich Cottbus durchgebrochen war, drehten ihre beiden Panzerarmeen nach Nord auf Berlin ein. Der gesamte Südflügel der 9. Armee und das V. Armeekorps der 4. Panzerarmee standen vor der Einschließung durch die sowjetische 3. Gardearmee und die 3. und 4. Garde-Panzerarmee der 1. Ukrainischen Front. Gleichzeitig wurden das deutsche V. und XI. SS-Korps der 9. Armee zwischen der Neiße und dem Spreewald im Kessel von Halbe eingeschlossen. Während die sowjetische 13. Armee den vorangehenden Panzerkräften am 21. April auf Lübben nachfolgte, operierten Konews 13. Armee in Richtung auf Wittenberg und die 5. Gardearmee gegen Torgau, wo am 25. April an der Elbe die Verbindung mit der 1. US-Armee hergestellt wurde.
Die Verluste des sowjetischen Durchbruchs an der Oder waren sehr hoch. Zwischen dem 16. und 19. April hatten die sowjetischen Truppen 2807 Panzer verloren. Etwa 12.000 deutsche und 33.000 sowjetische Soldaten fielen in den vier Tagen der Schlacht.
Am 25. April war Berlin komplett eingeschlossen, und die Schlacht um Berlin erreichte ihren Höhepunkt. Eine Woche später war Adolf Hitler tot, zwei Wochen später war der Krieg in Europa beendet.
Nach dem Krieg reklamierten Schukows Kritiker, dass er die 1. Weißrussische Front von der Reichsstraße 1 nach Berlin abwenden und auf der Route der 1. Ukrainischen Front über die Neiße die deutschen Stellungen hätte umgehen sollen, um auf diese Weise die hohen Verluste und die Verzögerung zu vermeiden. Es muss allerdings bedacht werden, dass die 1. Weißrussische Front auf einem sehr engen Angriffsstreifen zusammengezogen war, der wohl einen Umweg unmöglich machte. Die anderen Frontgeneräle konnten dagegen diese Stellung umgehen und taten es auch.

## Gedenkstätte Seelower Höhen

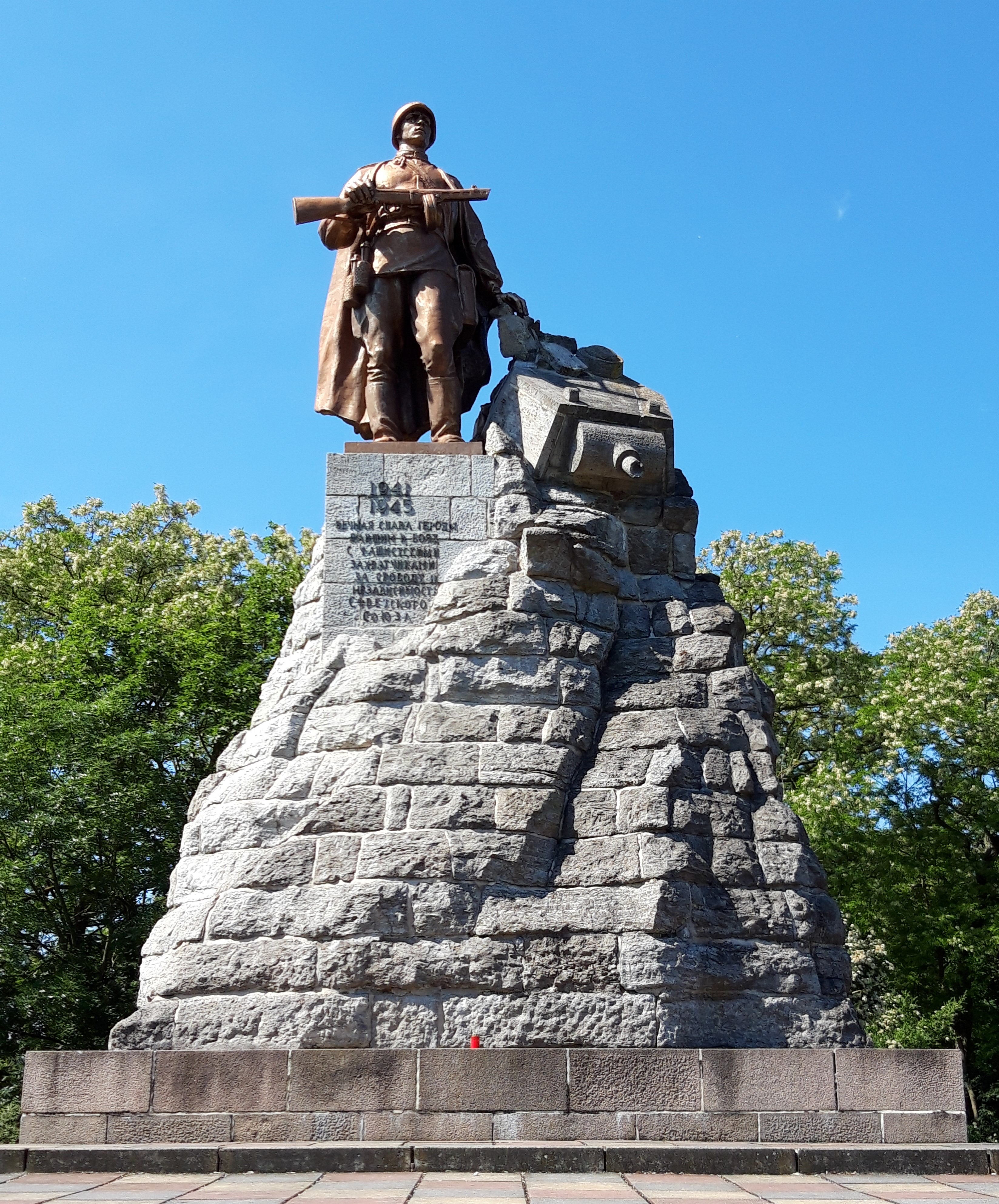
Gedenkstätte Seelower Höhen, Bronzeplastik von Lew Kerbel

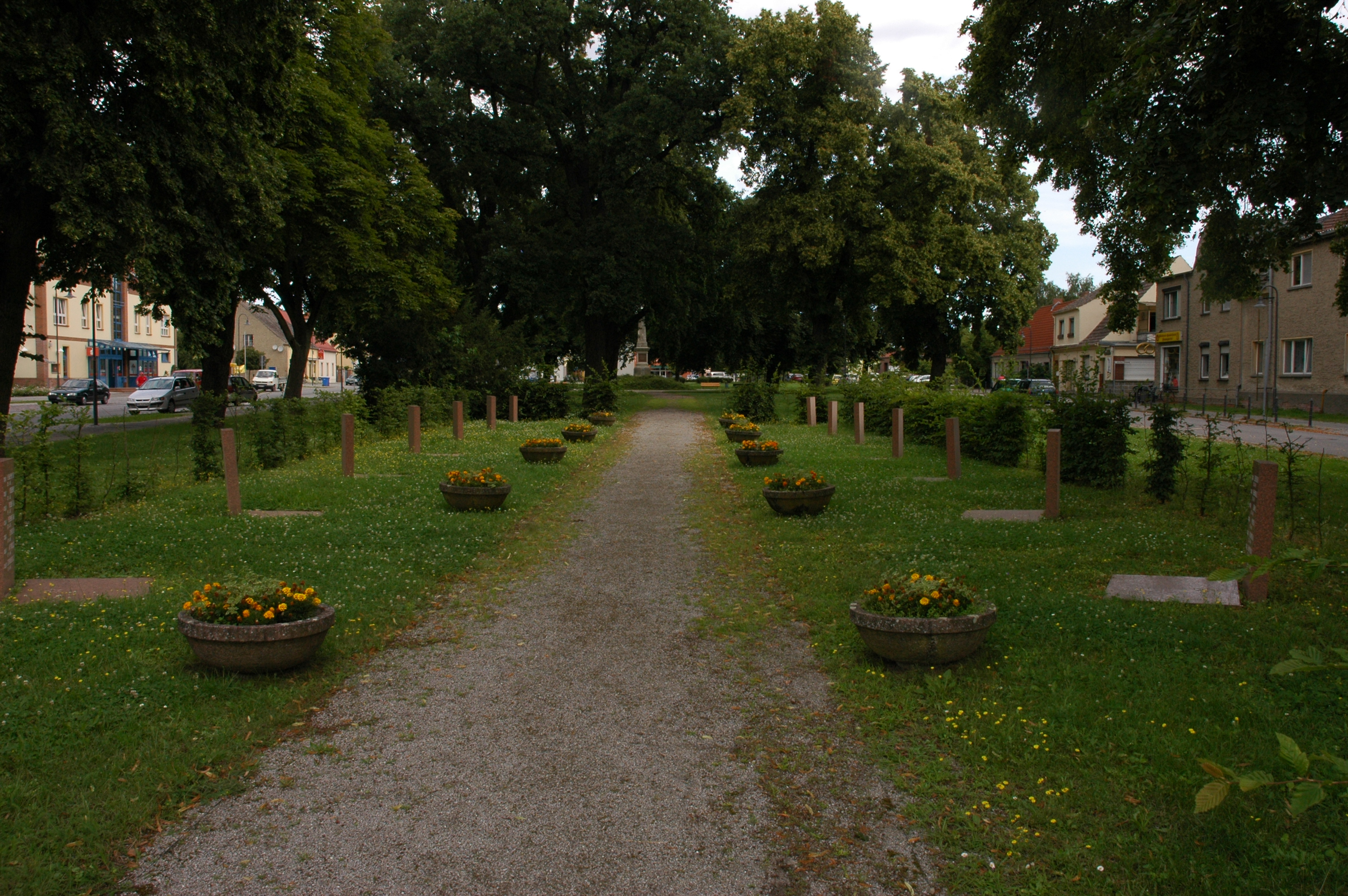
Sowjetischer Soldatenfriedhof im Dorf Letschin

An die Schlacht erinnert die Gedenkstätte Seelower Höhen mit einer Monumentalplastik von Lew Kerbel. Unmittelbar nach der Einnahme von Berlin gab Marschall Schukow den Auftrag, zur Erinnerung „an den ruhmvollen Weg“ seiner Truppen Denkmäler zu errichten. In Seelow wurde es am 27. November 1945, verbunden mit einem sowjetischen Kriegsgräberfriedhof, eingeweiht. 1972 erweiterten DDR-Behörden den Komplex zu einer Gedenkstätte mit einem Museum. Von der DDR war die Schlacht als „Sieg der sowjetischen Freunde“ deklariert worden. Nach der friedlichen Revolution wandelte man die Gedenkstätte in ein Kulturdenkmal des Bundeslandes Brandenburg um.